# Objazd
Objazd (oryg. The Detour) – amerykański serial telewizyjny (komedia) wyprodukowany przez TBS Productions, którego twórcami są  Jason Jones i Samantha Bee. Serial emitowany był od 11 kwietnia 2016 roku do 20 sierpnia 2019 roku przez TBS.
W Polsce The Detour jest emitowany od 17 czerwca 2016 roku przez TNT Polska.
5 września 2019 roku stacja TBS ogłosiła zakończenie serialu po czterech sezonach.

## Fabuła
Serial opowiada o małżeństwie Nate'cie i Robin, którzy wraz z dwójką swoich dzieci wyruszają na wakacyjną podróż samochodem z Nowego Jorku do Kalifornii, podczas której wychodzą na jaw dziwne sekrety członków rodziny.

### Obsada
- Jason Jones jako Nate
- Natalie Zea jako Robin[4]
- Ashley Gerasimovich jako Delilah[5]
- Liam Carroll jako Jared[5]
- Daniella Pineda jako Vanessa[6]
- Mary Grill jako agent FBI

## Odcinki
| Sezon | Sezon | Odcinki | Oryginalna emisja TBS | Oryginalna emisja TBS | Oryginalna emisja TNT | Oryginalna emisja TNT | Oryginalna emisja TNT |
| Sezon | Sezon | Odcinki | Premiera sezonu       | Finał sezonu          | Premiera sezonu       | Finał sezonu          |                       |
| ----- | ----- | ------- | --------------------- | --------------------- | --------------------- | --------------------- | --------------------- |
|       | 1     | 10      | 11 kwietnia 2016      | 30 maja 2016          | 17 czerwca 2016       | 15 lipca 2016         |                       |
|       | 2     | 10      | 21 lutego 2017        | 25 kwietnia 2017      | 23 kwietnia 2017      | 28 maja 2017          |                       |
|       | 3     | 10      | 23 stycznia 2018      | 27 marca 2018         | 6 sierpnia 2018       | 2 września 2018       |                       |
|       | 4     | 10      | 18 czerwca 2019       | 20 sierpnia 2019      | —                     | —                     |                       |

## Produkcja
28 października 2014 roku, stacja TBS zamówiła pilotowy odcinek serialu. W grudniu 2014 roku, Natalie Zea dołączyła do projektu, wcieli się w rolę Robin  W tym samym miesiącu obsada serialu powiększyła się o Ashley Gerasimovich i Liama Carrolla. 24 lutego 2015 roku, stacja TBS ogłosiła zamówienie pierwszego sezonu The Detour. W sierpniu 2015 roku ogłoszono, że Daniella Pineda dołączyła do serialu
6 kwietnia 2016 roku stacja TBS jeszcze przed premierą pierwszego sezonu zamówiła drugą serię
25 kwietnia 2017 roku, stacja TBS zamówiła 3 sezon
11 maja 2018 roku stacja TBS ogłosiła przedłużenie serialu o czwarty sezon.